# Теорема Кэли о числе деревьев
Теорема Кэли о числе деревьев — теорема, утверждающая, что число деревьев с {\displaystyle n} пронумерованными вершинами равно {\displaystyle n^{n-2}}.

## История
Теорема названа в честь Артура Кэли, который доказал её в 1889 году.
Сам Кэли признавал, что то же утверждение было доказано раньше Карлом Борхардом и в эквивалентной формулировке ещё раньше в статье Джеймса Джозефа Сильвестра 1857 года.
В своей статье Кэли по сути доказывает более общее утверждение. Если раскрыть скобки выражения
{\displaystyle {(x_{1}+\dots +x_{n})}^{n-2}\cdot (x_{1}\cdot x_{2}\cdot \ldots \cdot x_{n}),}
то коэффициент при одночлене вида {\displaystyle x_{1}^{d_{1}}\cdots x_{n}^{d_{n}}} будет равен числу деревьев, у которых степени вершин равны степеням переменных данного терма: {\displaystyle d_{1},\dots ,d_{n}}.
Кэли подробно разбирает случай {\displaystyle n=6} и заявляет, что доказательство легко обобщается.

## Формулировки
Две эквивалентные формулировки:
- Число различных деревьев на {\displaystyle n} вершинах, пронумерованных числами от {\displaystyle 1} до {\displaystyle n}, равно {\displaystyle n^{n-2}}.

- Число остовных деревьев в полном графе {\displaystyle K_{n}} равно {\displaystyle n^{n-2}}.

### Связанные утверждения
- Количество деревьев на {\displaystyle n} пронумерованных вершинах оказывается также равным числу разложений {\displaystyle n}-цикла {\displaystyle (1\dots n)} в произведение {\displaystyle n-1} транспозиции.

- Количество деревьев на {\displaystyle n} пронумерованных вершинах оказывается также равным числу (соответствующим образом нормированных) многочленов степени {\displaystyle n} с заданными {\displaystyle n-1} критическими значениями общего положения.
  - Наконец, это последнее является частным случаем топологической классификации разветвлённых накрытий[англ.] сферы Римана — тем самым, подсчёт числа деревьев оказывается частным случаем вычисления чисел Гурвица, соответствующим случаю накрывающей поверхности рода 0.

## О доказательствах
- Формула Кэли немедленно следует из свойств кода Прюфера — способа однозначного кодирования {\displaystyle n}-вершинного помеченного дерева упорядоченной последовательностью из {\displaystyle n-2} номеров его вершин.

- Формула Кэли легко выводится из матричной теоремы о деревьях.

- Одно из доказательств строится на следующем соотношении 
{\displaystyle a(x)=x\cdot e^{a(x)}}

на экспоненциальную производящую функцию
{\displaystyle a(x)=a_{1}\cdot x+{\tfrac {1}{2}}\cdot a_{2}\cdot x^{2}+\dots +{\tfrac {1}{n!}}\cdot a_{n}\cdot x^{n}+\dots }
где {\displaystyle a_{n}} обозначает число корневых деревьев на {\displaystyle n} данных вершинах. По теореме Лагранжа об обращении рядов, из этого соотношения следует, что {\displaystyle a_{n}=n^{n-1}}. Последнее влечёт формулу Кэли поскольку для каждого остовного дерева есть ровно {\displaystyle n} способов выбрать корневую вершину.
- Доказательство Марка Цукреа[4] опирается на биномиальную теорему Абеля и двойной подсчёт.

## Вариации и обобщения
- Количество способов связывания графа, состоящего из {\displaystyle m} несвязных компонент, каждая размером {\displaystyle x_{i}} вершин, равно
{\displaystyle T[x_{m}]=x_{1}\cdot x_{2}\dots x_{m}\cdot (x_{1}+x_{2}+\dots +x_{m})^{m-2}=[x_{m}]!\ n^{m-2}}
Здесь  {\displaystyle n=x_{1}+x_{2}+\dots +x_{m}} — общее количество вершин графа.
Если каждая компонента состоит из одной вершины {\displaystyle (x_{i}=1)}, то {\displaystyle n=m}, и формула дает исходное число Кэли {\displaystyle n^{n-2}}.

- Число остовных деревьев в полном двудольном  графе {\displaystyle K_{m,n}} равно 
{\displaystyle T(K_{m,n})=m^{n-1}\cdot n^{m-1}.}

- Матричная теорема о деревьях даёт выражение числа остовных деревьев графа как определитель лапласиана (матрицы Кирхгофа) графа.